# 1003 Lilofee
1003 Lilofee är en asteroid i huvudbältet  som upptäcktes 13 september 1923 i Heidelberg av den tyske astronomen Karl Wilhelm Reinmuth, som ensam upptäckte nästan 400 asteroider. Dess preliminära beteckning var 1923 OK. Den blev sedan namngiven efter vattenväsendet Lilofee i den tyska folkvisan ”Die schöne junge Lilofee” av August Schnezler.
Den tillhör asteroidgruppen Themis.
Lilofees senaste periheliepassage skedde den 21 december 2019. Dess rotationstid har bestämts till 8,255 timmar.